# Marcos Romão
João Marcos Aurore Romão (Niterói, 09 de fevereiro de 1953 – Niterói, 3 de setembro de 2018) foi um Poeta, Professor, Sociólogo, Ashoka Fellow, Jornalista, Militante do Movimento Negro e Ativista dos Direitos Humanos. É reconhecido por seu ativismo e combate coletivo no movimento negro e por seu protagonismo na construção de plataformas de comunicação para denunciar o racismo e promover a igualdade racial. Comunicador que através das mídias sociais e digitais, de grupos de e-mails, blogs, páginas de internet e programas de rádios, combatia as tentativas de silenciamentos das lutas contra o racismo e todas as formas de discriminações na luta dos direitos humanos transnacionalmente.   

## Biografia
Primeiros anos de ativismo - Romão iniciou sua militância nos anos 1970 e 1980 no Rio de Janeiro, vinculado ao IPCN (Instituto de Pesquisas das Culturas Negras). Em 20 de novembro de 1983, esteve à frente das manifestações negras no centro do Rio, defendendo o combate ao racismo e à desigualdade racial.
Institucionalização e comunicação ativista - Fundou e coordenou o SOS Racismo no IPCN, inclusive organizando eventos públicos com artistas e cursos do pensamento social brasileiro com intelectuais para promover a conscientização contra o racismo.
Exílio e atuação internacional na Alemanha - No início dos anos 1990, exilou-se na Alemanha, onde passou mais de duas décadas, atuando na luta contra o racismo em prol dos direitos humanos. No início dos anos 2000, Romão criou a Rede de Rádio / TV Mamaterra e sua casa tornou-se embaixada Quilombo Brasil, denominado por ele uma “embaixada dos negros brasileiros na Alemanha”, voltado à denúncia do tráfico de mulheres, violência racial, e fortalecimento da cultura negra.
Reconhecimento transnacional & retorno ao Brasil - Mesmo vivendo no exterior, mantinha forte presença no Brasil. Em 2011 participou de programas do Cultne na TV e relembrou a importância da união entre gerações do movimento negro. 
Contexto acadêmico e produção intelectual - Escreveu inúmeras matérias em jornais e concedeu diversas entrevistas para blogs e outras mídias, como SOS Racismo, Portal Geledés, Afropress, Cultne TV, entre outros. Escreveu o capítulo Discursos, no livro de Elisa Larkin Nascimento. Dois negros libertários: Luiz Gama e Abdias do Nascimento. Rio de Janeiro: Ipeafro, 1985. Nesse mesmo livro, no discurso de Lélia Gonzalez (p. 41 a 45) Romão também é lembrado pela companheira de luta.

## Doença, falecimento e legado
Em 2009, foi diagnosticado com câncer e começou tratamento ainda em Hamburgo Geledés. Faleceu em 3 de setembro de 2018, aos 65 anos, no Hospital Icaraí, Niterói Afropress.
Fundador da Rede Mamaterra em parceria com a Afropress, e outras mídias negras sua trajetória foi amplamente saudada por lideranças do movimento negro, como Zulu Araújo, ex-presidente da Fundação Palmares.

## Contribuições e impacto
Comunicação libertadora: pioneiro na criação de redes e canais de comunicação negra, como SOS Racismo (IPCN), Rádio Mamaterra, Quilombo Brasil, Mamapress e Mamaterra Radio/TV.
Trabalho transnacional: promoveu o ativismo por direitos humanos e combate ao racismo, debatendo tráfico de mulheres, violência doméstica e racial tanto transnacionalmente.
Inovador jornalístico: sua atuação como radialista e jornalista web contribuiu para o fortalecimento de vozes negras em espaços alternativos de mídia e academia.